# 篠原さとし
篠原 さとし（しのはら さとし、1969年3月2日 - ）は、日本の俳優。
ケイエムシネマ企画所属。
東京都出身。パンクバンド我殺 RUDE BEATSでの活動を経て、奥田瑛二に師事。その後、劇団新宿梁山泊にて舞台経験を積む。

## 人物
- ザ・おやじファイト 元ミドル級チャンピオンである。現在、協栄ボクシングジム[5]でトレーナーとしても活動中。
- 2014年12月31日に大阪府立体育会館で行われたWBA・WBO世界Sバンタム級タイトルマッチ　天笠尚vsギレルモ・リゴンドウ戦にTEAM AMAGASAの一員として参加。

## 出演

### テレビドラマ（連続）
- はみだし刑事情熱系 PARTIV 第7話（1999年11月17日、テレビ朝日） - 安岡 役[6]
- スカイハイ 第3話（2003年1月31日、テレビ朝日）
- anego（2005年、日テレ）
- 刺客請負人 第2シリーズ 第6話（2008年8月29日、テレビ東京） - 用心棒・田崎蔵人 役
- 水戸黄門 第39部 第1話（2008年10月13日、TBS） - 大内 役
- SPEC 第7話（2010年11月26日、TBS） - 警官・小松 役
- JIN-仁- 完結編 最終話（2011年6月26日、TBS） - もう一人の仁 役
- ハングリー! 第3話（2012年1月24日、フジ） - 刑事 役
- ステップファザー・ステップ 第9話（2012年3月5日、TBS）
- マルホの女〜保険犯罪調査員〜 第1話（2014年4月11日、テレビ東京）
- ホワイト・ラボ〜警視庁特別科学捜査班〜 第3話（2014年4月28日、TBS） - 曽根崎将司 役
- 相棒 season14 第2話「或る相棒の死」（2015年10月21日、テレビ朝日） - 埼玉中央署・清水靖男 役
- 沈まぬ太陽（2016年、WOWOW）
- 蝶の力学[7]（2019年、WOWOW）
- GIRI/HAJI[8]（2020年、BBC）

### テレビドラマ（単発）
- 犬笛（2002年3月27日、テレビ東京）
- 緊急救命病院 第2作（2004年8月3日、日テレ）
- 殺人偏差値70（2014年7月2日、日テレ）[1]
- 月曜プレミア8 「脳科学弁護士 海堂梓 ダウト」（2021年） - 倉橋智彦 役

### その他
- ザ!世界仰天ニュース（日テレ、SP）
  - 「早稲田大学商学部入試問題漏洩事件[9]」 - 犯人 役（2011年1月19日）
  - 「桶川ストーカー殺人事件[10]」 - 清水潔 役[11]（2012年9月26日・2016年10月12日）
  - 「東京爆破テロの真実![12]」 - 江藤勝夫（公安部総務課） 役（2014年3月26日）
  - 「闇サイト殺人事件[13]」 - 犯人 役（2017年5月23日）
  - 「本人と特定! 桐島聡…仲間が起こした東京連続爆破テロの真実[14]」 - 1974年の警視庁公安部捜査指揮官 役（2024年2月27日）
- 富士フイルムFinePix X100[15]　 PV[16] -ナレーション・カメラマン役

### CM
- SECエレベーター

### 映画
- 棒の哀しみ（1994年、エクセレントフィルム、監督：神代辰巳） - 梶田 役
- 深い川（1994年、仕事、監督：熊井啓）
- 皆月（1999年、日活、監督：望月六郎）
- 借王（2000年、東映、監督：和泉聖治） - オカマバーのママ 役
- 今昔伝奇 花神 (flowers)（2001年、監督：望月六郎） - 弥彦 役[17] ※主演
- Jam Films「Pandora -Hong Kong Leg-」 （2002年、監督：望月六郎）
- でらしね（2002年、監督：中原俊）
- かまち (映画)（2003年、日本ヘラルド映画、監督：望月六郎） - 水島賢 役
- スキマトズレ 第1話「結婚申込」（短編）（2015年、Studio META 監督：野村美奈子）[18][19] - 主役
- 愛国女子—紅武士道（2022年、日活、監督：赤羽博） - 番組出演者 役

### オリジナルビデオ
- 首領への道 第20話（監督：津島勝） - 重光武雄（大阪手塚組・客分） 役
- 修羅が行く 第13話（監督：小澤啓一）
- ドライブサーガ 仮面ライダーマッハ/仮面ライダーハート（2016年）

### 舞台
新宿梁山泊公演
- 「人魚伝説」
- 「空の城」
- 「少女都市からの叫び声」 カナダ公演
- 「梁山泊版 四谷怪談 十六夜の月」
- 「夜の一族」
- 「少女都市からの叫び声」 カナダ遠征凱旋公演

その他
- studio meta[20] 二人芝居 「破片1.5」[21]　中山役（演出 ： 北見敏之）
- Link Project「欲望という名の電車」スタンリー役　（演出 ： 為国孝和）
- studio meta「職員室の午後[22]」　（作 ： 長谷川孝治 / 演出 ： 北見敏之）